# Kompanija Epocar
Kompanija Epocar war ein Hersteller von Automobilen aus Serbien, zuvor Serbien und Montenegro.

## Unternehmensgeschichte
Das Unternehmen war am DeLAero-Centre in Belgrad ansässig. Etwa 2004 begann die Produktion von Automobilen. Der Markenname lautete Epocar. Die Fahrzeuge entstanden nur auf Bestellung. Abnehmer fanden sich in Bosnien und Herzegowina, Mazedonien, Montenegro und Serbien. Etwa 2008 endete die Produktion.

## Fahrzeuge
Das Unternehmen stellte handgefertigte Fahrzeuge im Stile der 1930er Jahre her. Die Basis stellte das Fahrgestell des VW Käfer dar. Für den Antrieb sorgte ein Vierzylinder-Boxermotor von VW. Im Angebot standen zwei Modelle.

### Il Conte
Der Il Conte ähnelte dem S.S. Jaguar 2 ½ Litre von 1936. Die offene Karosserie bot Platz für 2 + 2 Personen. Das Fahrzeug war 445 cm lang, 165 cm breit und 137 cm hoch. Das Leergewicht war mit 750 kg angegeben.

### La Contessa
La Contessa ähnelt dem Mercedes-Benz SSK von 1929. Das Fahrzeug war 420 cm lang, 170 cm breit und 130 cm hoch und wog 750 kg.